# Vjatjaslaŭ Kebitj
Vjatjaslaŭ Frantsavitj Kebitj (belarusiska: Вячасла́ў Фра́нцавіч Ке́біч, łacinka: Viačasłaŭ Francavič Kiebič, ryska: Вячесла́в Фра́нцевич Ке́бич, Vjatjeslav Frantsevitj Kebitj), född 10 juni 1936 i Koniuszewszczyzna i Polen (nu Kanjusjaüsjtjna i Belarus), död 9 december 2020 i Minsk, var en belarusisk politiker och ingenjör. Han var Belarus premiärminister 19 september 1991–21 juli 1994.